# Сант'Андреа ди Барбарана (Тревизо)
Сант'Андреа ди Барбарана је насеље у Италији у округу Тревизо, региону Венето.
Према процени из 2011. у насељу је живело 322 становника. Насеље се налази на надморској висини од 10 м.